# Oscar Ureña
Oscar Ureña García (Figueres, 13 maggio 2003) è un calciatore dominicano con cittadinanza spagnola, attaccante del Barcellona Atlètic.

## Carriera

### Club
Ureña è cresciuto nel settore giovanile del Girona con cui ha debuttato il 14 agosto 2021 nell'incontro di Segunda División vinto 2-0 contro l'Amorebieta. Il 16 gennaio 2023 è stato ceduto in prestito per sei mesi al Cartagena FC dove ha giocato con discreta continuità. Il 14 agosto seguente è passato con la stessa formula al Leganés.

### Nazionale
Ha giocato nella nazionale dominicana Under-23.
Nel 2024 è stato convocato dalla nazionale olimpica dominicana per partecipare ai Giochi della XXXIII Olimpiade.

## Statistiche

### Presenze e reti nei club
Statistiche aggiornate al 24 luglio 2024.
| Stagione        | Squadra         | Campionato      | Campionato | Campionato | Coppe nazionali | Coppe nazionali | Coppe nazionali | Coppe continentali | Coppe continentali | Coppe continentali | Altre coppe | Altre coppe | Altre coppe | Totale | Totale | Totale |
| Stagione        | Squadra         | Comp            | Pres       | Reti       | Comp            | Pres            | Reti            | Comp               | Pres               | Reti               | Comp        | Pres        | Reti        | Pres   | Reti   |        |
| --------------- | --------------- | --------------- | ---------- | ---------- | --------------- | --------------- | --------------- | ------------------ | ------------------ | ------------------ | ----------- | ----------- | ----------- | ------ | ------ | ------ |
| 2021-2022       | Girona B        | SDR             | 7          | 1          |                 | -               | -               |                    | -                  | -                  |             | -           | -           | 7      | 1      |        |
| 2022-2023       | Girona B        | SF              | 7          | 0          |                 | -               | -               |                    | -                  | -                  |             | -           | -           | 7      | 0      |        |
| 2021-2022       | Girona          | SD              | 10         | 0          | CR              | 0               | 0               |                    | -                  | -                  |             | -           | -           | 10     | 0      |        |
| 2022-gen. 2023  | Girona          | SD              | 3          | 0          | CR              | 1               | 0               |                    | -                  | -                  |             | -           | -           | 4      | 0      |        |
| gen.-giu. 2023  | Cartagena FC    | SD              | 10         | 0          | CR              | 0               | 0               |                    | -                  | -                  |             | -           | -           | 10     | 0      |        |
| 2023-2024       | Leganés         | SD              | 17         | 0          | CR              | 2               | 0               |                    | -                  | -                  |             | -           | -           | 19     | 0      |        |
| Totale carriera | Totale carriera | Totale carriera | 54         | 1          |                 | 3               | 0               |                    | -                  | -                  |             | -           | -           | 57     | 1      |        |